# Laura Tavanti
Laura Tavanti (Roma, 28 novembre 1940) è un'attrice italiana.

## Biografia
Notata per avere partecipato a concorsi di bellezza, prende parte a due musicarelli con Claudio Villa. Debutta in teatro nel 1961 ne La campana delle tentazioni per la regia di Maner Lualdi. Prosegue con il Teatro delle Novità di Milano, compresa una tournée in Sud America nell'estate 1964.
Nel 1962 interpreta il fotoromanzo "La campana sul grattacielo" con Franco Andrei, Noris Fiorini e Tony Di Mitri ("I romanzi di Sogno n.139, 15 giugno 1962).
Nel 1965 l'esordio in televisione ne La donna di fiori; nel 1967 ha sostenuto il ruolo della Contessa di Castiglione nella Vita di Cavour. Nel 1970 al Teatro San Babila di Milano ne Il seduttore di Diego Fabbri e nell'estate 1970 nella tournée in Sud America con la Compagnia del Teatro San Babila.
Negli anni ottanta si ritira dalle scene e si dedica all'attività di stilista mettendo a frutto gli studi fatti a Brera in gioventù.  

### Vita privata
È stata sposata con l'attore Paolo Ferrari dal 1970 fino alla morte dell'attore, nel 2018. Dalla loro unione è nato il figlio Stefano.

## Cinema
- Sette canzoni per sette sorelle, regia di Marino Girolami (1957)
- Serenate per 16 bionde, regia di Marino Girolami (1957)

## Televisione

### Prosa e sceneggiati
- La donna di fiori, di Mario Casacci e Alberto Ciambricco, regia di Anton Giulio Majano, sceneggiato in 6 puntate, trasmesso dal 19 settembre al 24 ottobre 1965.
- L'importanza di chiamarsi Ernesto, di Oscar Wilde, regia di Flaminio Bollini, 26 gennaio 1966.
- Le troiane, di Euripide, regia di Vittorio Cottafavi, 17 febbraio 1967.
- Vita di Cavour, di Giorgio Prosperi, regia di Piero Schivazappa, originale televisivo in 4 puntate, dal 5 al 19 marzo 1967.
- Holiday (Incantesimo), di Philip Barry, regia di Leonardo Cortese, 31 marzo 1967.
- Nero Wolfe, episodio Circuito chiuso, da Rex Stout, regia di Giuliana Berlinguer, 7 e 14 marzo 1969.
- Serata al Gatto Nero, di Mario Casacci e Alberto Ciambricco, regia di Mario Landi, 23 e 24 giugno 1973.
- Inverno al mare, soggetto, sceneggiatura e regia di Silverio Blasi, originale televisivo in 3 puntate, dal 17 al 24 febbraio 1982.
- Caffè nero, di Agatha Christie, regia di Lorenzo Salveti, 16 dicembre 1984.
- Processo per l'ombra di un asino, di Friedrich Dürrenmatt, regia di Sandro Bertossa, 30 novembre 1985.

### Varietà
- Canzoniere minimo, con Giorgio Gaber, regia di Carla Ragionieri, dal 5 ottobre al 16 dicembre 1963
- Gli onori di casa. Programma musicale, regia di Enzo Trapani, 20 ottobre 1966.
- Canzoni di un anno, di Gianni Isidori e Lino Procacci, 29 dicembre 1966 e 5 gennaio 1967.
- Visita di cortesia a Recoaro, regia di Enzo Trapani, 5 ottobre 1967.
- Buonasera con... Paolo Ferrari, regia di Guido Leoni, dall'11 maggio al 12 giugno 1981

## Teatro
- La campana delle tentazioni, di Giovanni Mosca, regia di Maner Lualdi, Milano, Teatro Sant’Erasmo, 12 gennaio 1961.
- La cena delle beffe, di Sem Benelli, regia di Maner Lualdi, Milano, Teatro Lirico, 10 ottobre 1962.
- Otello, di William Shakespeare, regia di Maner Lualdi, Milano, Teatro Sant’Erasmo, 23 gennaio 1964.
- L’infedele, di Roberto Bracco, regia di Maner Lualdi, Genova, Politeama, 3 aprile 1964.
- I sogni muoiono all’alba, di Indro Montanelli, regia di Maner Lualdi, Buenos Aires, Teatro Coliseo, 12 luglio 1964
- La prova decisiva, di Mario Soldati, regia di Ernesto Calindri, Buenos Aires, Teatro Coliseo, 12 luglio 1964
- Don Pietro Caruso, di Roberto Bracco, regia di Maner Lualdi, Milano, Teatro Manzoni, 15 settembre 1964.
- Match, di Michel Fermaud, regia di Maner Lualdi, Piacenza, Teatro Municipale, 26 ottobre 1964.
- Corruzione al Palazzo di giustizia, di Ugo Betti, regia di Gianni Santuccio, Milano, Teatro Sant’Erasmo, 21 aprile 1965.
- Aminta, di Torquato Tasso, regia di Mario Ferrero, Roma, estate 1967
- Il seduttore, di Diego Fabbri, regia di Fantasio Piccoli, Milano, Teatro San Babila, 5 maggio 1970.
- Ti ho imbrogliata per anni, amore mio, di Jean Robinet, regia di Sergio Velitti, Torino, Teatro Carignano, 8 marzo 1971
- Colorato d'ombra, testo e regia di Sergio Velitti, Roma, Teatro delle Muse, 2 dicembre 1971.
- L’importanza di essere Onesto, di Oscar Wilde, regia di Pier Antonio Barbieri, Cooperativa dello Stabile di Padova, 24 ottobre 1974
- Il gabbiano, di Anton Čechov, regia di Pier Antonio Barbieri, Cooperativa dello Stabile di Padova, dicembre 1976
- Zelda, di Mario Moretti, regia di Silverio Blasi, Genova, Teatro Verdi, 18 febbraio 1981.
- Il piccolo Eyolf, di Henrik Ibsen, regia di Mina Mezzadri, stagione 1982-83
- L'infedele, di Roberto Bracco, regia di Sergio Velitti, Milano, Teatro San Babila, 22 marzo 1983.
- Il signor di Pourceaugnac, di Molière, regia di Augusto Zucchi, Borgio Verezzi, 15 luglio 1983.
- Trappola mortale, di Ira Levin, regia di Ennio Coltorti, Roma, Teatro della Cometa, 8 ottobre 1991.